# Troféu HQ Mix de melhor colorista nacional
Colorista nacional é uma das categorias do Troféu HQ Mix, premiação brasileira dedicada aos quadrinhos que é realizada pela Associação dos Cartunistas do Brasil (ACB) e pelo Instituto do Memorial das Artes Gráficas do Brasil (IMAG) desde 1989.

## História
Entre 1999 e 2003, a categoria "Colorista" fez parte do Troféu HQ Mix. Apenas em 2016 esses profissionais voltaram a ter uma categoria própria, chamada "Colorista / Arte-finalista", na qual eram premiados tanto trabalhos voltados para a colorização quanto arte-final (a ganhadora foi de Cris Peter, por seu trabalho como colorista). Em 2017, o prêmio foi dividido em duas categorias independentes, passando a existir tanto "Colorista nacional" quanto "Arte-finalista nacional".
A categoria "Colorista nacional" é destinada a premiar coloristas brasileiros com base em sua produção do ano anterior ao da realização da cerimônia. Os vencedores são escolhidos por votação entre profissionais da área (roteiristas, desenhistas, jornalistas, editores, pesquisadores etc.) a partir de uma lista de dez indicados elaborada pela comissão organizadora do evento.

## Vencedores e indicados
| Ano  | Colorista         | Obra(s)                                                                | Outros indicados | Nota(s)       |  |
| ---- | ----------------- | ---------------------------------------------------------------------- | --- | ------------- |  |
| 1999 | Alexandre Jubran  |                                                                        | | [ 1 ]         |  |
| 2000 | Alexandre Jubran  |                                                                        | | [ 5 ]         |  |
| 2001 | Lílian Maruyama   |                                                                        | | [ 6 ]         |  |
| 2002 | André Vazzios     |                                                                        | | [ 7 ]         |  |
| 2003 | Alexandre Jubran  |                                                                        | | [ 2 ]         |  |

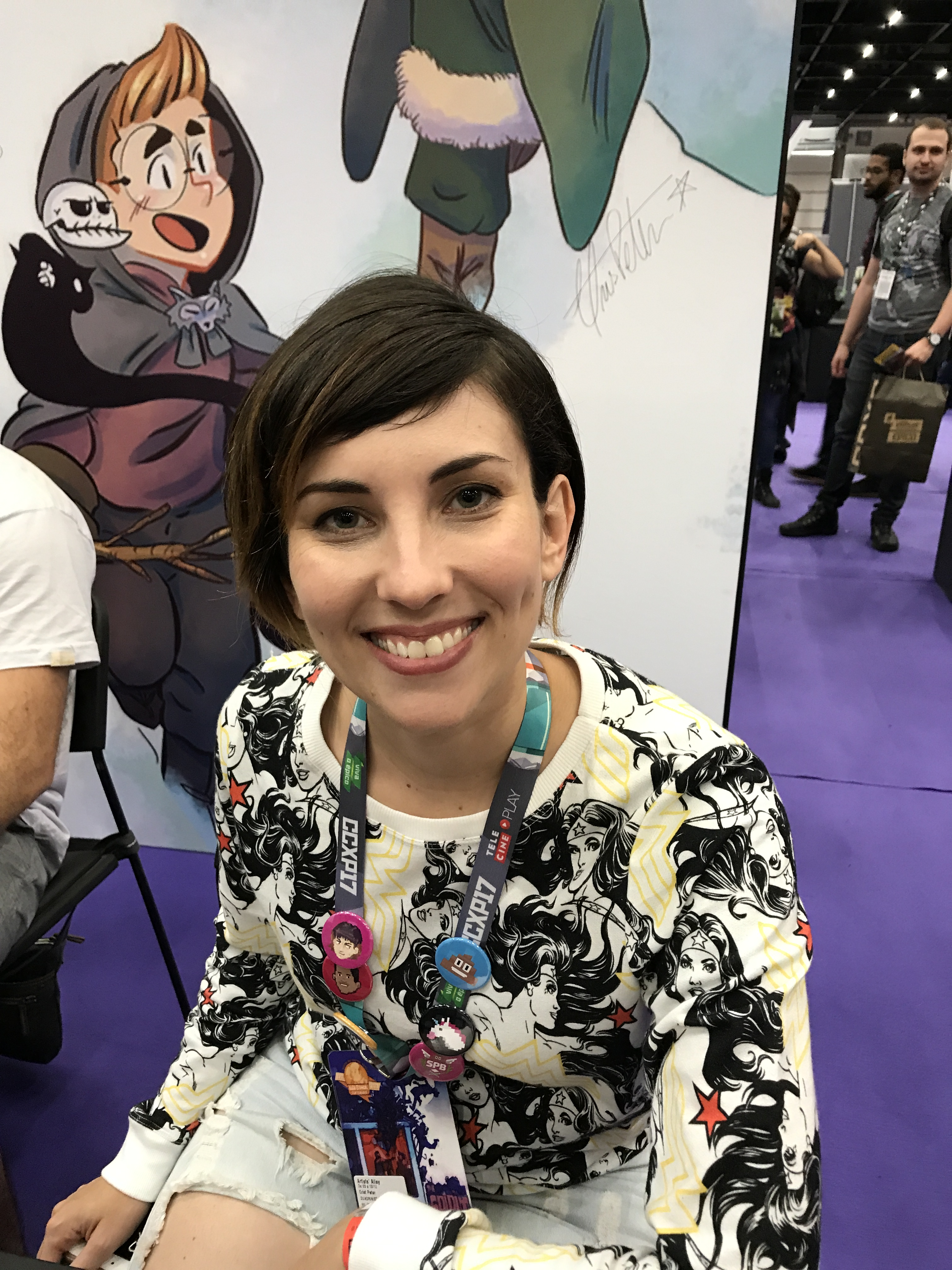
A colorista Cris Peter venceu três vezes a categoria.

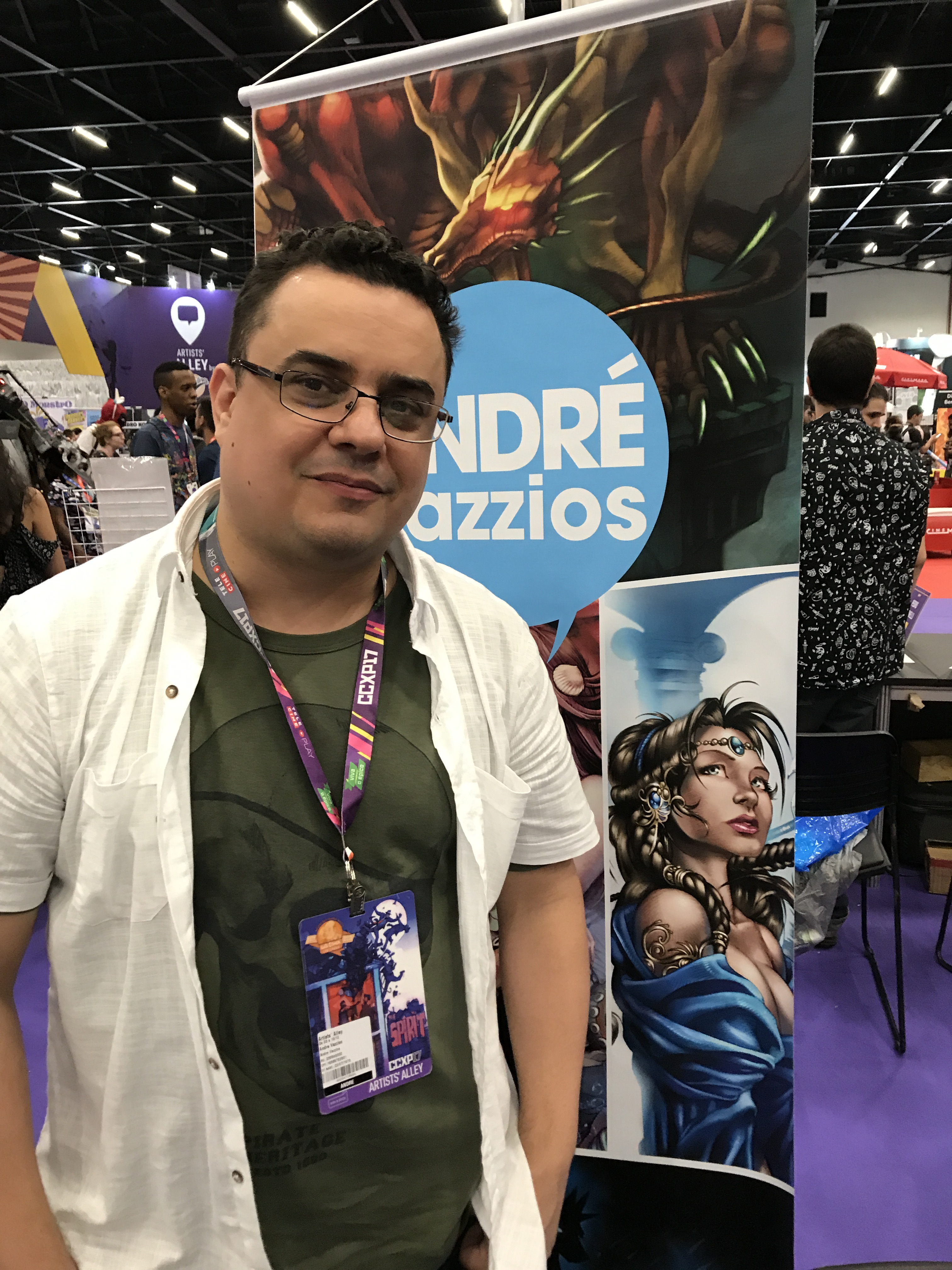
O artista André Vazzios venceu em 2002.

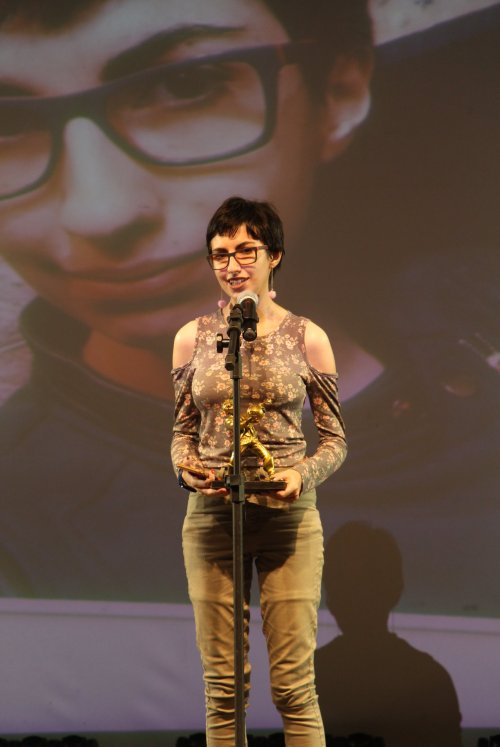
Mariane Gusmão venceu em 2019.

| 2016 | Cris Peter        | Casanova - Volume 3 - Avaritia, Pétalas e Projeto Manhattan - Volume 1 | - Alzir Alves (Mirage: O Caos da Água) - independente - Brendda Costa (Pombos!) - independente - Carlos Eduardo Ferreira, Denis DYM Freitas, Eduardo Vienna, Hélio Oliveira, Mano Araújo, Osvaldo Ferreira, Salvatore Aiala, Thiago Ribeiro, Débora Caritá, Osvaldo Ferreira, Tiago Mariano, Dijjo Lima e Beto Menezes (Anarquia vol 1 - Três lados para cada História) - independente - Davi Calil (Graphic MSP Turma da Mata: Muralha) - Panini - Ellis Carlos (Steampunk Ladies: Vingança a Vapor) - Draco - Henrique Guimarães (Jackpot Universe) - independente - Omar Viñole (Orixás - O dia do Silêncio e Quarta-Feira de Cinzas) - independente - Paula Markiewicz (Graphic MSP Turma da Mônica - Lições) - Panini - PC Siqueira com Ale Starling e Jezreel Rojales (Alice no País das Maravilhas) - Mythos | [ 8 ] [ 9 ]   |  |
| 2017 | Cris Peter        | Astronauta - Assimetria e Memórias do Mauricio                         | - Adriana Melo (Memórias do Mauricio) - Bianca Pinheiro (Mõnica Força) - David Calil (Uma Noite em L’enfer) - Débora Cyrino (A Lenda de Bóia) - Eduardo Damasceno e Luís Felipe Garrocho (Bidu: Juntos) - George Schall (Hitomi) - Marcel Bartholo (insubstituível) - Mario Cau (Terapia) - Omar Viñole (Cadernos de Viagem) | [ 3 ] [ 4 ]   |  |
| 2018 | Cris Peter        | Astronauta                                                             | - Bianca Pinheiro - Gustavo Ravaglio e Her Ming Hsu Yen - Hiro Kawahara - Lu Cafaggi e Vitor Cafaggi - Luiza Mcallister - Orlandeli - Santtos - Thiago Souto - Will | [ 10 ] [ 11 ] |  |
| 2019 | Mariane Gusmão    | Desafiadores do Destino                                                | - Caio Yo (O segredo de Baba Ganush) - Daniel Semanas (Roly Poly) - Marcel Bartholo (O Santo Sangue) - Marcela Mannheimer (7 Vidas) - Michel Ramalho (Légume do lado avesso) - Rafael Torres (Melina) - Raphael Salimena (Vagabundos do Espaço) - Rodrigo de Freitas (Elo) - Yoshi Itice (Eventos Semiapocalípticos – Gilmar) | [ 12 ] [ 13 ] |  |
| 2020 | Wagner Willian    | Silvestre                                                              | - Amaury Filho (Nas Profundezas da Loucura) - Danilo Freitas (Monstruário Volume 2) - Fred Rubim (A Todo Vapor!) - Italo Silva (Bill Finger) - João Gutkoski (Por Assim Dizer) - Marcelo Costa (Piteco: Fogo) - Mary Cagnin (Bittersweet) - Pedro Cobiaco (Lila) - Rafael Torres (Simultâneo) - Renato Dalmaso (O Elísio: Uma Jornada ao Inferno) - Wesley Samp (A Última Dança) | [ 14 ] [ 15 ] |  |
| 2021 | Ana Luiza Koehler | Beco do Rosário                                                        | - Amanda Freitas (The Flower Pot) - Diego Porto (Zênite) - Fabi Marques (Apagão: Fruto Proibido) - Frank Martin (Berserker Unbound) - José Aguiar (CWB) - Malika Dahil (Fronteira) - Paulo Crumbim (Penadinho: Lar) - Priscilla Tramontano (Funny Creek) - Shiko (Carniça e a Blindagem Mística nº 1) | [ 16 ] [ 17 ] |  |
| 2022 | Lelis             | Popeye: Um Homem ao Mar                                                | - Dan Freitas (Arquivos Secretos do Monstruário: Saruê) - Débora Santos (Noite de Spoiler) - Digo Freitas (Tinta Fresca: Arte-final) - Fabi Marques (Anne de Green Gables em Quadrinhos) - Fabiana Signorini (Z: A Marca da Liberdade) - Marcello Quintanilha (Escuta, Formosa Márcia) - Marcelo Costa (Piteco: Presas) - Marco Lesko (Alice Através do Muro Volume Um) - Mariane Gusmão (Gioconda) - Renata Nolasco (Sangue Quente) - Wesley Samp (De Onde Viemos?) | [ 18 ] [ 19 ] |  |
| 2023 | Lelis             | Em Fuga                                                                | - Cris Peter (Astronauta: Convergência) - Fabi Marques (Super-Zé) - Gustavo Borges (Como Fazer Amigos e Enfrentar Feiticeiros) - Isaac Santos (Yasuke) - Jefferson Costa (Amantikir) - Mariane Gusmão (O Menino Rei) - Melissa Garabeli (Calmaria) - Pedro Cobiaco (Haya e o Tempo) - Sasyk (Crônicas De Mirabelem: O Clã) - TAI (Causos de Visagens para Crianças Maluvidas e Death Hunt) - Wagner Willian (Todas as Pedras no Fundo do Rio) | [ 20 ] [ 21 ] |  |
| 2024 | Ana Luiza Koehler | Viaduto                                                                | - Al Stefano (A Divina Comédia em Quadrinhos) - Carol Rossetti (Magali:Receita) - Hugo Canuto (Contos dos Orixás – O Rei do Fogo) - Jozz (A Cidade Submersa 2a Edição) - Jefferson Costa (Jeremias Estrela) - Maju Bengel (O Mago e a Tempestade) - Marina Schenkel (Love Can Hurt) - Nicole Spada (A Sereia da Floresta) - Samanta Flôor (A Canção Fantasma) - Verônica Berta (A Casa das Sete Mulheres) | [ 22 ] [ 23 ] |  |